# جامعة جنوب إلينوي مدرسة الطب
جامعة جنوب إلينوي مدرسة الطب (بالإنجليزية: Southern Illinois University School of Medicine)‏ هي إحدى الكليات لتدريس الطب في الولايات المتحدة الأمريكية. تقع في مدينة سبرنغفيلد في ولاية إلينوي الأمريكية. نوع الشهادة الطبية التي يتم تحصيلها هناك هي دكتور في الطب.